# Красильщик, Илья Иосифович
Илья́ Ио́сифович Краси́льщик (род. 10 апреля 1987, Москва) — российский медиаменеджер, редактор, издатель и общественный деятель.
В 2008—2013 годах — главный редактор журнала «Афиша». В 2014—2019 годах — издатель Meduza. В 2019—2022 годах работал в «Яндексе», где был руководителем «Яндекс Лавки».
После начала вторжения на Украину покинул Россию из-за уголовного дела о фейках за пост об убитых в Буче. Создал благотворительный проект «Служба поддержки», предоставляющий консультации и осуществляющий сбор пожертвований пострадавшим от военных действий, который был закрыт в мае 2024 года.

## Биография
Илья Красильщик родился 10 апреля 1987 года в Москве. В 2004 году окончил московскую гимназию № 1513. Поступил на историко-филологический факультет РГГУ, но был отчислен на пятом курсе. С 2004 года работал руководителем группы асессоров в компании «Яндекс».
С октября 2006 года начал работать на сайте afisha.ru, где сначала занимал пост редактора. В августе 2007 года стал редактором журнала «Афиша», с сентября 2007 года — главным редактором сайта afisha.ru. В апреле 2008 года был назначен заместителем главного редактора, в июле — главным редактором журнала «Афиша». C июля 2013 года Красильщик перешёл на должность директора по продуктам компании. Под его руководством были запущены онлайн-кинотеатр «Афиша-Сериалы», а также новые издания «Афиша. Воздух», «Афиша. Волна» и «Афиша. Город». 
В 2014 году Красильщик ушел из "Афиши" и стал одним из основателей издания «Meduza», где занимал должность издателя. В январе 2019 года он покинул пост, предположительно, из-за разногласий с гендиректором и учредителем издания «Meduza» Галиной Тимченко. В феврале 2019 получил пост менеджера международных проектов «Яндекса». Затем возглавил «Яндекс Лавку» и руководил сервисом до ноября 2021 года. Позднее он сосредоточился на развитии проектов «Лавки» и окончательно покинул компанию в апреле 2022 года.
С 2018 году Илья Красильщик и Александр Поливанов вели для «Медузы» подкаст «Два по цене одного». Летом 2019 года они в партнёрстве с «Альфа-банком» запустил проект «Деньги пришли». В 2022 году они запустили подкаст «Новая волна», который просуществовал до осени 2023 года, после чего партнёры возобновили выпуск подкаста «Два по цене одного». В 2023—2024 году они Красильщик и Поливанов провели серию выступлений «Что мы тут делаем?».
Весной 2022 года Красильщик покинул Россию. В это же время стало известно, что Следственный комитет России возбудил против него уголовное дело за пост об убийствах в Буче. В июле 2022 года МВД объявило его в розыск. В июне 2023 года Красильщика заочно приговорили в России к восьми годам колонии общего режима.

## «Служба поддержки»
Вскоре после начала полномасштабного вторжения российских войск на Украину Красильщик запустил «Службу поддержки» — медиа и сервис для помощи пострадавшим из-за войны. Основать медиа помог фонд North Base Media. Редактором нового проекта, зарегистрированного в Латвии, стал журналист Александр Поливанов. Для консультаций россиян, украинцев и белоруссов был запущен бот в Telegram и Instagram. Помощь оказывали анонимно по ряду вопросов: от иммиграции до уголовных дел и мобилизации.

В апреле 2022 года Красильщик опубликовал в The New York Times статью, в которой констатировал, что путинская оппозиция проиграла: 
Россияне, выступающие против войны, сейчас находятся в ужасном состоянии. Мы не только не смогли остановить эту бессмысленную и незаконную войну, мы даже не можем протестовать против неё. <…> Столкнувшись с невыносимым будущим, тысячи людей бежали из страны. Те, кто остался, потеряли многое из того, что осталось от их свободы. <…> Как будто нас считает преступниками не только наше собственное государство, но и весь остальной мир. И все же мы не преступники.
В октябре 2022 года сайт проекта был заблокирован на территории РФ Минюстом. С декабря 2023 года чаты поддержки выделили в отдельный проект «Первая линия». В марте 2023 проект запустил приложении Helpdesk.media, в котором можно было как обратиться за помощью, так и подписаться на разные тематические и новостные каналы «Службы поддержки».
В июне 2023 года проект собрал более 6,5 млн рублей на помощь пострадавшим от прорыва Каховской ГЭС. Совместно с «Дождём» и «Медузой» в феврале 2024 года проект запустил сбор помощи для мирных жителей Украины. Только за первые три месяца работы проект собрал 165 тысяч евро пожертвований.
В декабре 2023 года Минюст России признал проект «нежелательным».
К маю 2024 года «Служба поддержки» стала одним из крупнейших медиапроектов, созданных уехавшими за рубеж россиянами — 199 тысяч подписчиков в Instagram и 84 тысячи в Telegram. Тем не менее, 20 мая 2024 года Красильщик объявил о закрытии ежедневного издания из-за недостатка финансирования. На тот момент штат насчитывал 20 человек, а проект в значительной степени опирался на грантовые средства. Команда планировала сохранить архив своих материалов с историями жителей Украины, пострадавших от войны. Останутся чаты поддержки «Первая линия» и продолжится сбор помощь для мирных украинцев — проект собирал ежемесячно около 50 тысяч евро пожертвований.

## Семья
Был женат на журналистке Екатерине Кронгауз, которая позднее стала главным редактором сайта «Большого города». У них родились два сына — Лев в 2011 году и Яков в 2013 году. Женат на Софье Аршиновой.

## Награды и публикации
Илья Красильщик был четырежды номинирован на Премию «Редколлегия». В ноябре 2020 года стал лауреатом премии «Человек года GQ» в номинации Man of the City by Johnnie.